# Europe (album)
Europe je prvi studijski album švedskog hard rock sastava Europe. Objavljen je 24. veljače, 1983. godine.

## Popis pjesama
1. "In the Future to Come" (Joey Tempest) – 5:00
2. "Farewell" (Tempest) – 4:16
3. "Seven Doors Hotel" (Tempest) – 5:16
4. "The King Will Return" (Tempest) – 5:35
5. "Boyazont" [instrumental] (John Norum, Eddie Meduza) – 2:32
6. "Children of This Time" (Tempest) – 4:55
7. "Words of Wisdom" (Tempest) – 4:05
8. "Paradize Bay" (Tempest) – 3:53
9. "Memories" (Tempest) – 4:32

## Singlovi
- "Seven Doors Hotel"

## Izvođači
- Joey Tempest – vokali, akustična gitara, klavijature
- John Norum – gitara, back vokali
- John Levén – bas-gitara
- Tony Reno – bubnjevi